# شاغات (رود)
شاغات رودخانه ای در منطقه سیونیک ارمنستان از کوهستان سیونیک سرچشمه می‌گیرد و در نزدیکی روستای شاغات به مخزن اِنگِغاکوت می‌ریزد. طول آن ۱۰ کیلومتر است.